# Kamilaroi
Die Kamilaroi, die auch Gamilaraay genannt werden, sind ein Stamm der Aborigines, die zwischen Tamworth und Goondiwindi, westlich von Narrabri, Walgett und Lightning Ridge im Norden von New South Wales leben. Im Südwesten von Australien erstreckt sich ihr Land von Coonabarabran bis zu den Warrumbungle Ranges des Warrumbungle-Nationalparks.

## Besiedelung
Die Besiedelung durch die Europäer hatte für dieses Volk zur Folge, dass sich die Population im Zeitraum von 1839 bis 1845 von 6.500 bis 7.000 auf 3.000 reduzierte. Die Kamilaroi waren gezwungen, nicht mehr frei in der Wildnis, sondern in den Siedelungen der Europäer zu leben. Sie waren ursprünglich einer der größten Stämme der Aborigines im Osten Australiens, der größte war der Stamm der Wiradjuri. Die Zerstörung der Kultur und Lebensweise der Kamilaroi setzte sich fort, als ab dem Jahre 1909 Missionare aus dem Nordwesten in das Gebiet der Kamilaroi eindrangen. Die Familien der Kamilaroi sahen teilweise erstmals Weiße und wurden gezwungen, bei den Siedlern zu arbeiten, oder sie wurden von ihren angestammten Plätzen vertrieben und in Reservate gebracht. Ab 1909 begann die Regierung von Australien, Institutionen zu errichten, wo sie Aboriginekinder, die sie ihren Familien wegnahmen, unterbrachten. Damit begann die Zeit der Gestohlenen Generation auch für das Kamilaroi-Volk.

## Namensgebung
Der Name Gamilaraay bedeutet besitze nichts in ihrer Sprache und stammt von gamil für nichts und araay für Besitz ab. Der Name der Aborigine findet sich in der Straßenbezeichnung Kamilaroi Highway wieder und die Fähre Kamilaroi wurde von der Sydney Ferries Limited von 1901 bis 1933 betrieben. Es gibt weitere Beispiel für die Verwendung dieses Namens.

## Traumzeit
Die Traumzeit der Kamilaroi bezieht sich auf Baiame, den Schöpfer der Erde, aller Dinge und Wesen. Baiame hatte Birrahgnooloo zur Frau, die ihm Daramulum gebar. Die nördlichen Kamilaroi haben starke Beziehungen zu den Bigambul-People, mit denen sie in der Boobera Lagoon gemeinsame Zeremonien abhalten.
Die Kamilario praktizierten eine Initiation für ihre 10 Jahre alten Knaben, die Bora, um sie ins Mannesalter zu entlassen. Dieses Ritual wurde an speziellen Plätzen und am Terry Hie Hie, dem größten Bora-Zeremonienort der Kamilaroi, der 60 Kilometer von Moree liegt, abgehalten.
In der Tradition der Kamilaroi werden die Totem durch die mütterliche Linie weitergegeben und in Tiere wie Schlangen, Possum, Wallaby usw. eingeteilt. Die Regeln sind streng, denn beispielsweise ist es nicht erlaubt, jemanden zu heiraten, der das gleiche Totem führt.

## Alternativnamen
Alternativnamen der Kamilaroi sind: Gomeroi, Gamilaroi, Gumillaroy und Comelroy, die sich aus der europäischen Transliteration ergeben. Gomeroi bedeutet auch aufgehende Sonne. Die Kamilaroi sind eine der vier großen Aborigines-Stämme in Australien.